# حشره‌دوست سینه‌عنابی
حشره‌دوست سینه‌عنابی (نام علمی: Philentoma velata) یک گونه پرنده است. آنها اکنون معمولاً به وانگایان اختصاص داده می‌شوند. در برونئی، اندونزی، مالزی، میانمار، سنگاپور و تایلند یافت می‌شود. طبیعی آن زیستگاه دشت نمناک جنگل‌ها و مرداب گرمسیری و نیمه‌گرمسیری است. نابودی زیستگاه آن را تهدید می‌کند.